# Elena Oliva
María Elena Oliva Oliva (Santiago de Chile, 1982) es una doctora en Estudios Latinoamericanos y académica chilena que investiga la negritud, el indianismo y sus intelectuales. 

## Biografía
Se graduó en Sociología en la Universidad de Chile, y también se doctoró en Estudios Latinoamericanos, en la misma universidad. Fue coordinadora académica de la diplomatura cultura, política y sociedad en América Latina, siglo XX, del Centro de Estudios Culturales Latinoamericanos de la Universidad de Chile. 

Uno de los objetivos de sus trabajos es analizar el negrismo y la negredumbre como parte de las categorías que los intelectuales negros/afrodescendientes de las zonas hispanohablantes de América Latina, utilizaron como conceptos de autoadscripción, durante la primera mitad del siglo XX, para reflexionar sobre su identidad.  De esta manera, sus áreas de investigación son el pensamiento crítico latinoamericano y caribeño, particularmente el afrodescendiente. Investigadora responsable del proyecto “Raza, nación y orígenes africanos. Los afrodescendientes de habla hispana y su participación en el campo intelectual latinoamericano durante la primera mitad del siglo XX”.
El actual desarrollo de los estudios afro en la región ha contribuido en la identificación, tanto de estos sujetos como de su producción intelectual.
Forma parte de la red de estudios literarios y culturales de México, Centroamérica y el Caribe, la red de estudios sobre Diásporas Afrodescendientes y Africanas, y a red chilena de Estudios Afrodescendientes. Trabaja en la Universidad Académica de Humanismo Cristiano. Esta académica, junto con Claudia Zapata y con Lucía Stecher han trabajado el pensamiento intelectual desarrollado en la literatura de América Latina.

## Obras
Algunas de sus obras son:
- Aimé Césaire desde América Latina. Diálogos con el poeta de la negritud. Santiago de Chile: Ediciones Facultad de Filosofía y Humanidades, Universidad de Chile, 2010. Elena Oliva, Lucía Stetcher y Claudia Zapata.[11]
- La negritud, el indianismo y sus intelectuales: Aimé Césaire y Fausto Reinaga. Año 2010.[12]
- Más acá de la negritud: negrismo y negredumbre como categorías de reconocimiento en la primera mitad del siglo XX latinoamericano. Año 2011.[2]
- Frantz Fanon desde América Latina. Lecturas contemporáneas de un pensador del siglo XX, Ediciones Corregidor, Serie Contemporáneos, Buenos Aires, 2013, editado junto a Claudia Zapata y Elena Oliva.[13]
- Itinerario de una discusión sobre el racismo en tres intelectuales afrodescendientes del Caribe de habla hispana. Meridional. Revista Chilena de Estudios Latinoamericanos, Nº10, abril-septiembre 2018, pp. 153-178.[14]
- Intelectuales afrodescendientes: apuntes para una genealogía en América Latina. Revista Tabula Rasa, Nº 27, jul-dic 2017 (dossier temático), pp. 45-65.[1][15]